# Sproatley
Sproatley – wieś w Anglii, w hrabstwie East Riding of Yorkshire. Leży 11 km na północny wschód od miasta Hull i 254 km na północ od Londynu. W 2001 miejscowość liczyła 1353 mieszkańców.